# Daniel Magnusson
Daniel Wilhelm Magnusson (Karlstad, 8 marzo 2000) è un giocatore di curling svedese.

## Carriera
Ha rappresentato la Svezia ai Giochi olimpici invernali di Pechino 2022 nel torneo maschile ai torneo maschile, dove ha vinto la medaglia d'oro, insieme ai compagni di squadra Niklas Edin, Oskar Eriksson, Rasmus Wranå e Christoffer Sundgren, di cui ha fatto da riserva. In precedenza con la stessa formazione ha vinto anche due Mondiali e un Europeo.

## Palmarès
- Giochi olimpici

Pechino 2022: oro nel torneo maschile;
- Mondiali

Lethbridge 2019: oro nel torneo maschile;
Calgary 2021: oro nel torneo maschile;
Las Vegas 2022: oro nel torneo maschile;
Basilea 2024: oro nel torneo maschile;
- Europei

Tallinn 2018: argento nel torneo maschile;
Helsingborg 2019: oro nel torneo maschile;
Lillehammer 2021: argento nel torneo maschile;
Aberdeen 2023: argento nel torneo maschile;